# Felix Engelhardt
Felix Engelhardt (ur. 19 sierpnia 2000 w Ulm) – niemiecki kolarz szosowy.

## Osiągnięcia
Opracowano na podstawie:

2017
- 3. miejsce w mistrzostwach Niemiec juniorów (jazda indywidualna na czas)

2018
- 3. miejsce w Oberösterreich Juniorenrundfahrt

2021
- 1. miejsce w klasyfikacji sprinterskiej Tour of the Alps
- 1. miejsce w klasyfikacji młodzieżowej Oberösterreichrundfahrt
- 2. miejsce w GP Kranj

2022
- 2. miejsce w GP Vipava Valley & Crossborder Goriška
- 3. miejsce w Trofeo Città di Meldola
- 1. miejsce w mistrzostwach Europy U23 (start wspólny)

2023
- 1. miejsce w Per sempre Alfredo

## Rankingi
| Rok             | 2021 | 2022 | 2023 | 2024 |
| --------------- | ---- | ---- | ---- | ---- |
| World Ranking   | 897. | 346. | 166. | 640. |
| UCI Europe Tour | 686. | 276. | -    | -    |
|                 |      |      |      |      |
| Źródło: UCI     |      |      |      |      |